# Schlüsselgerät 39
Das Schlüsselgerät 39 (SG-39) war eine Rotor-Schlüsselmaschine, die in den 1930er-Jahren im Deutschen Reich von der Firma Telefonbau & Normalzeit (T&N) entwickelt wurde. 1939 wurde ein Prototyp fertiggestellt und dem Heereswaffenamt vorgelegt; jedoch wegen angeblich fehlender Serienreife nicht akzeptiert. 1943 und 1944 wurde das Projekt zeitweilig wiederbelebt, zu einer Serienfertigung kam es dennoch nicht. Das Schlüsselgerät 39 wurde im Zweiten Weltkrieg nicht eingesetzt.

## Funktionsweise
Das Schlüsselgerät 39 ähnelte in seiner Funktionsweise stark der Enigma-M4. So besaß es, wie die Enigma-M4, drei im Laufe der Ver- oder Entschlüsselung weiterrückende Rotoren, einen vierten nicht automatisch weiterbewegten, aber von Hand setzbaren Rotor (Stator) sowie eine nicht bewegliche Umkehrwalze (UKW). Im Unterschied zu den meisten Enigma-Varianten (außer denen mit der  UKW D) war die UKW über ein Steckerbrett veränderbar. Das Schlüsselgerät 39 wies außerdem im Gegensatz zur Enigma (die über nur ein einziges Steckerbrett verfügte) ein zweites Steckerbrett auf, das wie bei der Enigma die über die Tastatur eingegebenen Buchstaben vor und nach Durchlaufen der Rotoren zusätzlich permutierte. Ob dieses Steckerbrett im Unterschied zur Enigma nicht involutorisch war, lässt sich nicht eindeutig klären. Die Ausgabe von Chiffretext und Klartext erfolgte über eine Druckeinrichtung und nicht wie bei der Enigma über ein Lampenfeld.
Der Hauptunterschied zur Enigma ist in der Art und Weise zu sehen, wie die Fortschaltung der Rotoren bei Ver- und Entschlüsselung ermöglicht wurde. Es gab drei Rotoren (auch als Walzen oder Räder bezeichnet)  mit jeweils 21, 23 und 25 Positionen. An jeder dieser Positionen konnte ein Stift entweder auf eine aktive oder inaktive Stellung gesetzt werden. Die Räder bewegten sich mit Schlüsselung eines Buchstabens stets eine Position weiter. Der einem Rad zugeordnete Rotor rückte dann eine Position weiter, wenn sich der Stift an der jeweiligen Position des Rades in der aktiven Stellung befand. Darüber hinaus war jeder der Rotoren mit weiteren nicht setzbaren Stiften ausgerüstet, welche deren Fortschaltung zusätzlich beeinflussten.
Auf Betreiben der Marine wurde Ende 1942 festgelegt, dass jede neue Schlüsselmaschine, welche durch höhere Kommandostellen eingesetzt werden konnte, kompatibel zur Enigma sein musste. Aus diesem Grund wurden die Rotoren des Schlüsselgeräts 39 analog zur Enigma mit beweglichen Ringen ausgestattet, an denen als Ersatz für die Übertragskerben der Enigma-Rotoren die oben erwähnten nicht setzbaren Stifte angebracht wurden. Um zusätzlich die Interoperabilität mit der Enigma-M4 sicherzustellen, wurde schließlich auch der vierte nicht weiterrückende Rotor hinzugefügt.

## Bewertung
Das Schlüsselgerät 39 vermied über die irreguläre Bewegung der Rotoren eine der Hauptschwächen der Enigma. Außerdem hätte ein eventuell nichtinvolutorisches Steckerbrett den alliierten Kryptoanalytikern die Arbeit weiter erschwert. In der Dissertation von Michael Pröse wird erwähnt, dass andere Autoren sogar die Meinung vertreten, dass die Alliierten die mit dieser Maschine verschlüsselten Nachrichten nicht hätten entziffern können. Auch der Verfasser eines Berichts über die im Rahmen von TICOM durchgeführten Untersuchungen kam 1946 zu dem Schluss, dass das Niveau der Sicherheit des Schlüsselgeräts 39 bei korrekter Verwendung wahrscheinlich dem der SIGABA entspreche. Andererseits wird auch davon ausgegangen, dass auf Grund der schieren Notwendigkeit Methoden der Entzifferung entwickelt worden wären.